# Nhà thờ Thánh George ở Stará Halič
Nhà thờ Thánh George ở Stará Halič (tiếng Slovakia: Kostol svätého Juraja v Stará Halič) là một nhà thờ thuộc địa phận làng Stará Halič, vùng Banská Bystrica, Slovakia. Nhà thờ bao gồm một tòa nhà được xây dựng theo phong cách kiến trúc Romanesque - Gothic độc lập với tòa tháp chuông được xây dựng theo phong cách kiến trúc Phục hưng. Vào ngày 9 tháng 11 năm 1963, nhà thờ này được ghi danh vào Danh sách Di tích Trung ương theo quyết định của Bộ Văn hóa Cộng hòa Slovakia. Năm 1991, theo Nghị quyết của Chủ tịch Hội đồng Quốc gia Slovakia, nhà thờ được công nhận là di tích văn hóa quốc gia.

## Lịch sử
Nhà thờ có lẽ được Dionysus Tomaj của gia đình Lossonczy xây dựng vào khoảng năm 1300. Năm 1350, một hậu duệ của Dionýz tên là Tomáš đã tiến hành một cuộc cải tạo kiến trúc nhà thờ theo phong cách Gothic. Trong hai thế kỷ 14 và 15, nội thất của nhà thờ được trang trí bằng nhiều bức tranh tường quan trọng. Một cuộc tái thiết nhà thờ theo phong cách Gothic - Phục hưng đã diễn ra vào năm 1524.
Vào thế kỷ 16 và 17, nhà thờ nhiều lần bị thiêu rụi trong các cuộc chiến tranh Hungary - Thổ Nhĩ Kỳ. Sau đó, nhà thờ được xây lại và có nhiều sửa đổi nhỏ. Trong thời kỳ này, một tháp chuông bằng gỗ đã được xây dựng ở phía đông bắc của nhà thờ vào năm 1673. Nhà thờ cũng được tu sửa lần lượt trong các thập niên 50 và 60 của thế kỷ 20, và từ năm 2009 đến năm 2013.